# Argentína az 1980. évi téli olimpiai játékokon
Argentína az egyesült államokbeli Lake Placidben megrendezett 1980. évi téli olimpiai játékok egyik részt vevő nemzete volt. Az országot az olimpián 3 sportágban 13 sportoló képviselte, akik érmet nem szereztek.

## Alpesisí
Férfi
| Versenyző          | Versenyszám      | 1. futam       | 1. futam       | 2. futam      | 2. futam      | Összesítés | Összesítés |
| Versenyző          | Versenyszám      | Idő            | Hely.          | Idő           | Hely.         | Idő        | Helyezés   |
| ------------------ | ---------------- | -------------- | -------------- | ------------- | ------------- | ---------- | ---------- |
| Ivan Bonacalza     | Műlesiklás       | 1:03,23        | 33.            | 1:00,38       | 30.           | 2:03,61    | 29.        |
| Janez Flere        | Lesiklás         |                |                |               |               | 1:59,01    | 37.        |
| Janez Flere        | Óriás-műlesiklás | 1:28,27        | 45.            | 1:30,12       | 42.           | 2:58,39    | 40.        |
| Guillermo Giumelli | Lesiklás         |                |                |               |               | 2:00,10    | 38.        |
| Guillermo Giumelli | Műlesiklás       | idő nem ismert | idő nem ismert | nem ért célba | nem ért célba | kiesett    | kiesett    |
| Guillermo Giumelli | Óriás-műlesiklás | 1:30,62        | 49.            | 1:31,64       | 44.           | 3:02,26    | 44.        |
| Ricardo Klenk      | Műlesiklás       | 1:04,67        | 36.            | 1:00,16       | 29.           | 2:04,83    | 31.        |
| Marcelo Martínez   | Lesiklás         |                |                |               |               | 1:58,04    | 36.        |
| Marcelo Martínez   | Óriás-műlesiklás | 1:31,17        | 51.            | 1:34,41       | 47.           | 3:05,58    | 46.        |
| Norberto Quiroga   | Lesiklás         |                |                |               |               | 1:54,31    | 31.        |
| Norberto Quiroga   | Műlesiklás       | 1:05,09        | 37.            | 57,82         | 26.           | 2:02,91    | 27.        |
| Norberto Quiroga   | Óriás-műlesiklás | 1:27,16        | 41.            | 1:28,49       | 36.           | 2:55,65    | 37.        |

## Biatlon
| Versenyző                                            | Versenyszám      | Lövőhiba      | Időeredmény   | Helyezés      |
| ---------------------------------------------------- | ---------------- | ------------- | ------------- | ------------- |
| Raúl Abella                                          | 10 km sprint     | 5             | 44:40,55      | 47.           |
| Raúl Abella                                          | 20 km egyéni     | nem ért célba | nem ért célba | nem ért célba |
| Luis Ríos                                            | 10 km sprint     | 5             | 44:51,18      | 48.           |
| Luis Ríos                                            | 20 km egyéni     | 21            | 1:55:26,50    | 47.           |
| Jorge Salas                                          | 10 km sprint     | 6             | 47:12,58      | 49.           |
| Jorge Salas                                          | 20 km egyéni     | nem ért célba | nem ért célba | nem ért célba |
| Luis Ríos Jorge Salas Raúl Abella Demetrio Velázquez | 4 × 7,5 km váltó | nem ért célba | nem ért célba | nem ért célba |

## Sífutás
Férfi
| Versenyző           | Versenyszám | Eredmény   | Helyezés |
| ------------------- | ----------- | ---------- | -------- |
| Marcos Luis Jerman  | 15 km       | 52:02,42   | 56.      |
| Marcos Luis Jerman  | 30 km       | 1:47:56,17 | 50.      |
| Martín Tomás Jerman | 15 km       | 53:38,47   | 60.      |
| Matías José Jerman  | 15 km       | 55:50,61   | 61.      |